# Робер Шуман
Преподобний Робе́р Шума́н  (фр. Robert Schuman; 1886 — 1963) — французький дипломат, міністр закордонних справ Франції, один з «батьків-фундаторів» європейської інтеграції.
9 травня 1950 року оприлюднив «Декларацію Шумана» — план створення спільноти вугілля і сталі з ФРН та іншими європейськими країнами. Нескінченний перерозподіл Європи безпосередньо відбився на долі цієї видатної людини. Шуман народився 1886 року в люксембурзькій частині Лотарингії на франко-німецько-люксембурзькому кордоні, який неодноразово зсувався в той чи інший бік унаслідок воєн і конфліктів. Громадянин Німеччини до Першої світової війни (під час війни був залучений до роботи в німецькій адміністрації як юрист), після війни формально став французом унаслідок повернення Лотарингії з Ельзасом до складу Франції. Заарештований німцями під час Другої світової війни, Шуман — депутат від реанексованого фашистами департаменту Мозель — утік і був вимушений переховуватися.
Після війни успішно продовжив політичну кар'єру у Франції: був міністром фінансів, прем'єр-міністром і міністром закордонних справ країни. 1958 року обраний президентом Європейської асамблеї (1958 — 1960), яка пізніше стала Європейським парламентом. Від 1955 до 1961 року очолював Європейський рух.

## План економічної інтеграції
У травні 1950 року в Парижі міністр закордонних справ Франції Роберт Шуман запропонував новий план часткової економічної інтеграції. Ця ідея належала Жану Моне. 9 травня 1950 року підписано Декларацію Роберта Шумана, яка пропонувала створити організацію, що контролюватиме видобування вугілля й виробництво сталі у ФРН і Франції.
План Шумана і Моне був реалізований 18 квітня 1951 року підписанням Паризького Договору про створення Європейського Співтовариства Вугілля і Сталі, який набрав чинності в липні 1952 р. Членами нової організації стали Франція, ФРН, Італія, Голландія, Бельгія та Люксембург.
Декларація Шумана містить три ключові тези:
1. Негайна мета: франко-німецьке примирення; Франція пропонує запровадити спільний контроль над виробництвом вугілля і сталі Франції і Німеччини, створивши для цього Високий орган, навзаєм відкрити і інтегрувати ринки цих країн у цих галузях. Оскільки йшлося про сировину, необхідну при виробництві зброї, тим самим запобігти майбутнім гіпотетичним війнам між двома державами;
2. Стратегічна мета: побудова Європи — поступове витворення політичного союзу, який би унеможливив військові конфлікти між європейськими народами, і підвищив політичну вагу Західної Європи на міжнародному рівні;
3. Метод поступу: «Європа не витвориться враз, навіть у межах спільного альянсу; але лише конкретними справами, розбудовуючи поміж собою передусім дійсну солідарність».

Щоб не відвернути від себе ті країни, що могли б поставитися насторожено до наднаціональної візії, що включає в себе негайне делегування широких державних повноважень і суверенітету, Шуман і Моне надавали перевагу поступовим крокам — тобто функціоналізму перед інституціональним підходом (федералізмом).
Отже, після тривалих міжнародних переговорів, низки угод і договорів був створений Європейський Союз. Це призвело до об'єднання 27 країн на основі спільних людських і демократичних цінностей. Двадцять сім різних націй зі своїми власними мовами, традиціями, історіями і власною ментальністю об'єдналися для того, щоб будувати добробут і захищати права громадян, при цьому поважаючи свої власні національні особливості та незалежність.

## Пам'ять про Шумана
Дім у Люксембурзі, в якому він народився, використовується як Центр європейських досліджень імені Роберта Шумана. У Брюсселі на честь Шумана названі площа, станція метро та залізнична станція. Університет Страсбург-ІІІ мав ім'я Роберта Шумана (сьогодні всі три страсбурзькі університети сполучилися в єдиний Університет Страсбурга).
19 червня 2021 року Папа Римський Франциск підписав указ про визнання «героїчних чеснот» Шумана, тому Католицька церква вшановує його в статусі шановного. Це може стати першим кроком на шляху залічення Шумана до лику святих — канонізації.

## Внесок Роберта Шумана в політичне життя Європи
1. 1919—1940 — представник регіону Мозель
2. 1940 рік — заступник державного секретаря у справах біженців
3. 1945—1962 — представник регіону Мозель
4. 1946—1947 — міністр фінансів
5. 1947—1948 — Голова Ради
6. 1948—1953 — міністр закордонних справ
7. 1955 — хранитель печаток, міністр юстиції
8. 1962 — кінець політичної кар'єри

 «У Європі не буде зроблено все й відразу, або відповідно до єдиного плану. Вона буде побудована на основі конкретних досягнень, які в першу чергу де-факто створять солідарність. Зближення народів Європи вимагає ліквідації вікової опозиції Франції і Німеччини». (Витяг з Декларації Шумана від 9 травня 1950)

 Як міністр закордонних справ Франції з 1948 по 1953 рік, Роберт Шуман брав участь в кінці Другої світової війни в переговорах щодо підписання Статуту Ради Європи (1949 рік), Договору про Північну Атлантику (1949 рік), Європейської конвенції про захист прав і свобод людини (1950 рік), а також щодо підписання Паризького договору про створення Європейського об'єднання вугілля та сталі (1951).

 1) 9 травня 1950 — Декларація Шумана

 2) 1955—1961 — президент Європейського руху

 3) 1958—1960 — президент Європейської Парламентської асамблеї

 «Солідарність у виробництві та спільна промисловість, дадуть зрозуміти, що будь-яка війна між Францією і Німеччиною стає не просто немислимою, але й матеріально неможливою.»

 Жан Монне, французький комісар, який був призначений в 1945 році, прийшов з новою ідеєю забезпечити відновлення економіки країни, а також створити співтовариство партнерів з метою досягнення довготривалого міцного миру на європейському континенті. У статті 3 травня 1950, він писав: "Це тому необхідно відмовитися від минулих форм і увійти в процес трансформації, щоб створити єдину економічну базу і впровадити нову владу. " Як міністр закордонних справ Роберт Шуман взяв на себе політичну відповідальність за проект і ідеї Жана Монне, що лягли в основу виступу Роберта Шумана 9 травня 1950 року.

 рден ім.. Роберта Шумана почав видаватися в липні 1986 року Парламентською групою Європейської народної партії та Партією європейських демократів Європарламенту. Цим орденом нагороджувалися люди, які, завдяки своїй громадській діяльності пришвидшували європейську інтеграцію. Також в пам'ять про Декларацію Роберта Шумана Європейська Рада в Мілані в 1985 році призначила 9 травня Днем Європи.
У травні 1950 року в Парижі міністр закордонних справ Франції Робер Шуман запропонував новий план часткової економічної інтеграції. Ця ідея належала Жану Моне. 9 травня 1950 року було підписано Декларацію Робера Шумана, яка пропонувала створити організацію, що контролюватиме видобування вугілля та виробництво сталі у ФРН та Франції.
План Шумана та Моне був реалізований 18 квітня 1951 року підписанням Паризького Договору про створення Європейського Співтовариства Вугілля і Сталі, який набрав чинності в липні 1952 р. Членами нової організації стали Франція, ФРН, Італія, Голландія, Бельгія та Люксембург.
Декларація Шумана містить три ключові тези:
1. Негайна мета: франко-німецьке примирення; Франція пропонує запровадити спільний контроль над виробництвом вугілля і сталі Франції і Німеччини, створивши для цього Високий орган, навзаєм відкрити і інтегрувати ринки цих країн в цих галузях. Оскільки йшлось про сировину, необхідну при виробництві зброї, тим самим запобігти майбутнім гіпотетичним війнам між двома державами;

1. Стратегічна мета: побудова Європи — поступове витворення політичного союзу, котрий би унеможливив військові конфлікти між європейськими народами, і підвищив політичну вагу Західної Європи на міжнародному рівні;

1. Метод поступу: «Європа не витвориться враз, навіть в межах спільного альянсу; але лише конкретними справами, розбудовуючи поміж собою, передусім, дійсну солідарність».

Аби не відвернути від себе ті країни, котрі могли б поставитись насторожено до наднаціональної візії, що включає в себе негайне делегування широких державних повноважень і суверенітету, Шуман і Моне надавали перевагу поступовим крокам — тобто функціоналізму перед інституціональним підходом (федералізмом).
Отже, після тривалих міжнародних переговорів, низки угод та договорів був створений Європейський Союз. Це призвело до об'єднання 27-ми країн на основі спільних людських і демократичних цінностей. Двадцять сім різних націй із своїми власними мовами, традиціями, історіями та власною ментальністю об'єднались для того, щоб будувати добробут та захищати права громадян, при цьому поважаючи свої власні національні особливості та незалежність.

## Правова діяльність Шумана
- 1904—1910 — вивчав право в Берліні, Мюнхені та Страсбурзі
- 1910 — отримав докторський ступінь у галузі цивільного судочинства в Страсбурзі
- 1912 — склав випускні іспити в Страсбурзі
- 1958—1960 — президент Європейської Парламентської асамблеї в Страсбурзі

19 березня 1958 року, Роберт Шуман, християнський демократ, був обраний головою Об'єднаної асамблеї трьох Європейських співтовариств на постійній сесії в Страсбурзі. Усі політичні групи підтримали кандидатуру Роберта Шумана. Також під час цієї сесії Асамблея ухвалила назву «Європейська Парламентська асамблея».
8 серпня 1949 року Роберт Шуман відкрив перше засідання Комітету міністрів Ради Європи в Страсбурзі, як представник Франції. Ця сесія була проведена в ратуші Страсбурга через те, що Рада Європи ще не мала приміщення для здійснення своєї діяльності. У столиці Ельзасі будівництво «Європейського Будинку» почалося в 1949 році навпроти міського парку одним. Цей будинок був зруйнований в 1977 році, щоб звільнити місце для будівництва Палацу Європи, нинішньої штаб-квартири Ради Європи.

## Цікаво
Роберт Шуман вільно говорив німецькою, французькою, а також вивчав класичну латинську, грецьку та англійську.
Бюст Роберта Шумана, встановлений у Тіонвілі 14 жовтня 1973 року, але був викрадений в 1983 році та знайшовся лише в 1984 році в районі Мозель, приблизно в 10 км від Тіонвіля.
У 1960 році Європейська Парламентська асамблея одноголосно проголосувала за присудження Роберту Шуману звання «родоначальника Європи».
Роберт Шуман працював на референдумі в суді Страсбурга.